# Rodomitres Gentúnio

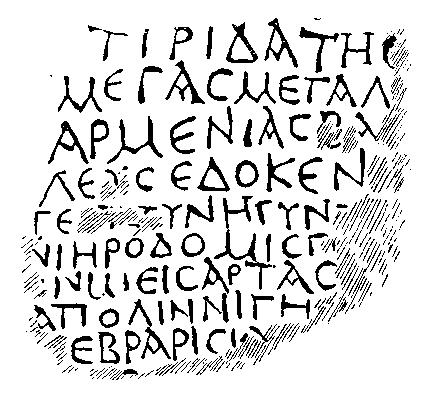
Inscrição na qual aparece o nome de Rodomitres

Rodomitres Gentúnio (em grego: Ροδομίθρης; romaniz.: Rodomíthrēs) foi um nobre armênio (nacarar) do século III, membro da família Gentúnio. Segundo uma inscrição grega datada do reinado do rei Tiridates II (r. 217–252), seu filho de nome desconhecido recebeu como apanágio do rei o gavar de Niga, em Airarate, com sede na cidade homônima (atual Aparã).